# Shaib

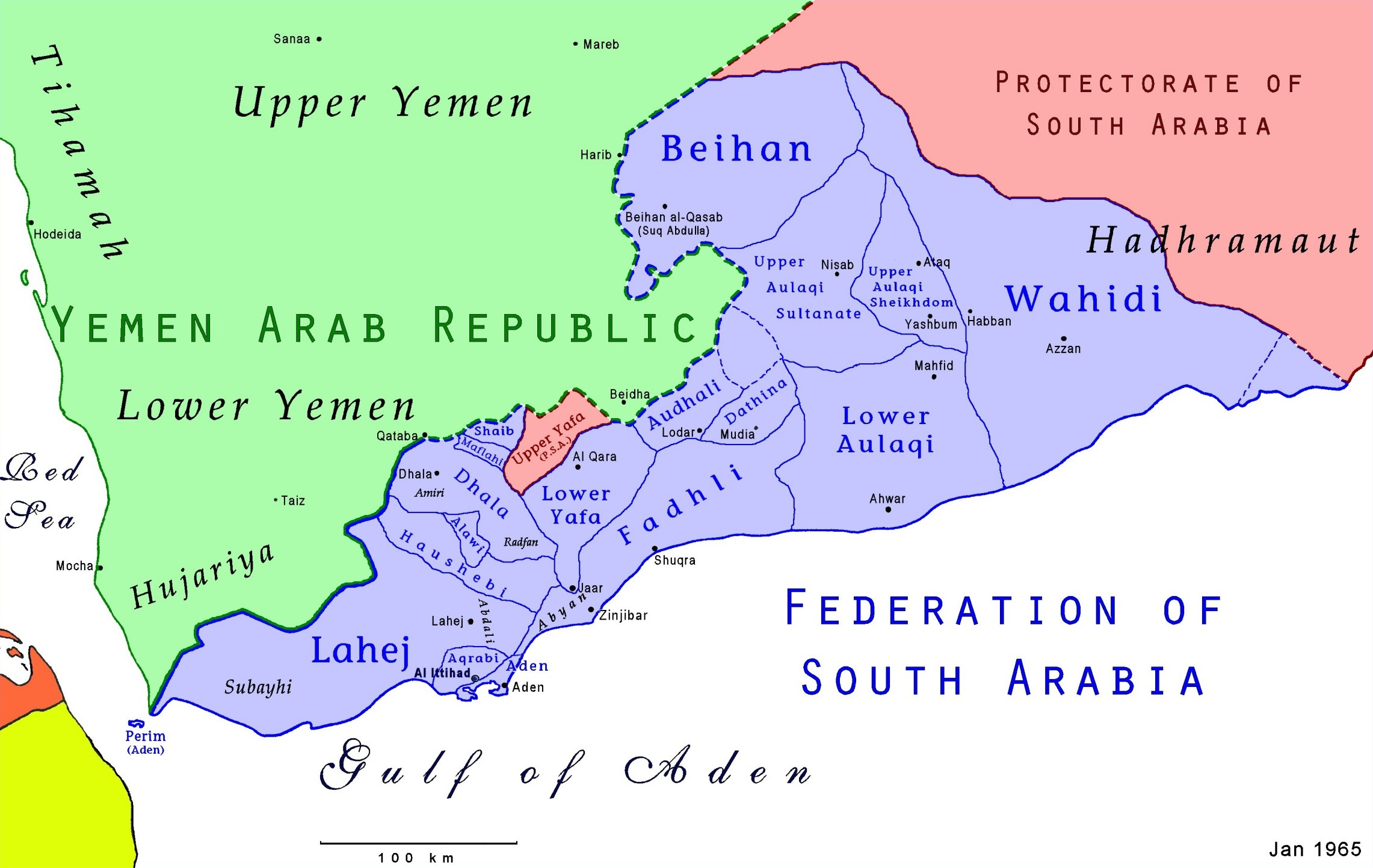
Karte der Südarabischen Föderation

Das Scheichtum Shaib (arabisch شعيب Shuʿayb) war ein Staat innerhalb der Südarabischen Föderation, nachdem es kurzzeitig zur Föderation der Arabischen Emirate des Südens gehört hatte. Das Gebiet ist heute Teil der Republik Jemen.
Sein letzter Scheich war Yahya Mohamed Al-Kholaqi Al-Saqladi, der 1967 entmachtet wurde und 2001 in Dschidda starb. Das Scheichtum ging 1967 in der Volksdemokratischen Republik Jemen auf.
Geographisch war das kleine Binnenscheichtum zwischen den jemenitischen Provinzen Ober-Yafa, Maflahi und Saudi-Arabien gelegen.